# Macrima bifida
Macrima bifida es una especie de insecto coleóptero de la familia Chrysomelidae.
Fue descrita en 1992 por Yang.